# 王世元
王世元（1955年12月—），男，汉族，内蒙古通辽人，中华人民共和国政治人物，曾任中华人民共和国国土资源部副部长、党组成员，现任自然资源部咨询研究中心主任，第十三届全国政协委员。